# 胡安·卡洛斯·费雷罗
胡安·卡洛斯·费雷罗·多納特（西班牙語：Juan Carlos Ferrero Donat，1980年2月12日—），西班牙前職業網球運動員，單打最高世界排名第一，一座大滿貫得主。

## 家庭和個人生活
费雷罗七歲開始打網球，他的父親，愛德華多（Eduardo）跟著他一起旅行。他有兩個姐妹，安娜（Ana）和勞拉（Laura），欽佩90年代美國名將前世界第一兼兩屆法網冠軍。費雷羅受到他的母親羅薩里奧（Rosario）鼓勵，他17歲時他的母親死於癌症。他是少數幾位在網球公開賽年代中，在所有四大滿貫賽事進入四分之一決賽的成就。2007年7月，他買了舊平房在博凱倫特（Bocairente），距離瓦倫西亞以南50分鐘路程，將其翻新成為“費雷羅賓館”的特色12間豪華套房。他亦是瓦倫西亞公開賽的所有人之一。他的體能教練為米格爾馬埃索（Miguel Maeso），他的教練安東尼馬丁內斯（Antonio Martinez ）（1989年至今）和薩爾瓦多納瓦羅（Salvador Navarro ）（自2008年5月），跟著他一起征戰巡迴賽。

## 網球生涯

### 早年
费雷罗出生於西班牙Onteniente，在1998年法國網球公開賽青少年單打決賽敗給智利球員費爾南多岡薩雷斯，他的青少年單打排名為17，隨著他轉為職業球員，在西班牙二場未來賽分別擊敗對手奪得冠軍後，他的ATP世界排名上升為345。1999年，在达尔贝达巡迴賽中，首度晉級四強但敗給前輩阿爾貝托·馬丁，在那不勒斯和馬亞二場挑戰賽中奪得冠軍，也在那不勒斯另一場奪得亞軍，他的世界排名上升為95進入前100名內，在美國網球公開賽首次登場，在第一輪敗給1997年美網亞軍格雷格·鲁塞德斯基，下個月在馬略卡公開賽，他擊敗前輩亚历克斯·科雷查奪得第1個ATP單打冠軍，這場勝利使他的世界排名由68上升到47，年底世界排名爲43，獲得ATP最佳新人獎。2000年，在澳洲網球公開賽首次登場，在第三輪以63-7, 6-4, 6-4, 65-7, 4-6激戰敗給摩洛哥球員尤尼斯·艾诺伊。過了不久，費雷羅在杜拜錦標賽和巴塞隆納公開賽闖入決賽，分別敗給尼古拉斯·基弗和馬拉特·薩芬，根據這二場比賽積分，使他的世界排名上升為18首度進入20名內，這年內他最好的表現在法國網球公開賽闖入四強，以5-7, 6-4, 6-2, 4-6, 3-6敗給巴西一代紅土之王古斯塔沃·庫爾滕，另外在巴黎大師賽也闖入四強，以2-6, 2-6敗給最終奪冠的馬拉特·薩芬，另外費雷羅也代表西班牙參加台維斯盃，在他的單打比賽內均五戰全勝，幫助西班牙奪得首座台維斯盃冠軍，雖然他在這年沒有奪得任何一個ATP單打冠軍，但這年傑出的表現使他的年終世界排名為12。

### 2001年–2003年
2001年，澳洲網球公開賽，費雷羅在第二輪敗給地主球員安德烈·伊利耶，在接下來三個月內，奪得4個ATP單打冠軍，在杜拜公開賽以擊敗馬拉特·薩芬，在埃斯托利爾公開賽以7-63, 4-6, 6-3擊敗前輩費利克斯·曼蒂利亞，使他的世界排名上升為第9首度進入前十，在巴塞隆納公開賽以4-6, 7-5, 6-3, 3-6, 7-5擊敗1998年法國網球公開賽冠軍卡洛斯·莫亞，在羅馬大師賽以3-6, 6-1, 2-6, 6-4, 6-2首度擊敗世界第一古斯塔沃·库尔滕，奪得首座大師賽冠軍，在漢堡大師賽闖入決賽以6-4, 2-6, 6-0, 65-7, 5-7敗給同胞費利克斯·曼蒂利亞，法國網球公開賽，費雷羅再次闖入四強，但跟去年一樣再次敗給古斯塔沃·库尔滕，另外在瑞士公開賽也闖入決賽，以敗給6-1, 65-7, 7-5敗給吉里·諾瓦克，年底網球大師盃也闖入四強，以4-6, 3-6敗給世界第一萊頓·休伊特，年終世界排名為第5。
2002年，澳洲網球公開賽，費雷羅因為右膝受傷而沒參賽，而在年初經歷了一段低潮期，他的成績為7-8，在蒙地卡羅大師賽擊敗卡洛斯·莫亞，奪得第2座大師賽冠軍，羅馬大師賽尋求衛冕，但在第二輪敗給伊万·柳比契奇，宣告衛冕失敗，之後法國網球公開賽，費雷羅首度闖進大滿貫決賽，儘管以大熱門的姿態尋求首座大滿貫錦標，但以1-6, 0-6, 6-4, 3-6四盤比分敗給同胞阿尔韦特·科斯塔，之後的巡迴賽，費雷羅因為腳傷成績不盡理想，奧地公開賽以4-6, 1-6, 3-6敗給亚历克斯·科雷查，之後辛辛那提大師四強，以3-6, 4-6敗給最終奪冠軍的卡洛斯·莫亞，不過在香港公開賽6-3, 1-6, 7-64擊敗卡洛斯·莫亞而復仇成功，奪得這年第2個ATP單打冠軍，在年底的網球大師盃，費雷羅首度闖進決賽，但5-7, 5-7, 6-2, 6-2, 4-6以敗給萊頓·休伊特。
2003年，雪梨網球賽，費雷羅在決賽以66-7, 64-7直落二盤敗給韓國球員李亨澤，澳大利亞網球公開賽，首度闖入八強，但以64-7, 65-7, 1-6直落三盤敗給南非球員韋恩·費雷拉，之後因衛冕者身份參加蒙地卡羅大師賽，在決賽以6-2, 6-2擊敗阿根廷球員吉列尔莫·科里亚，首度在ATP巡迴賽衛冕成功，巴塞隆納公開賽敗給馬拉特·薩芬與羅馬大師賽敗給羅傑·費德勒分別止步四強，在瓦倫西亞公開賽以6-2, 6-4直落二盤擊敗比利時球員克里斯托夫·羅庫斯奪得冠軍，之後在法國網球公開賽連續第二年闖進決賽，以6-1, 6-3, 6-2直落三盤擊敗此項賽事的大黑馬兼荷蘭球員馬汀·佛寇克奪得冠軍，之後參加溫布頓網球錦標賽，在第四輪以2-6, 6-4, 62-7, 63-7敗給法國球員塞巴斯蒂安·格罗斯让，在美國網球公開賽首度闖入決賽，在晉級過程中八強擊敗世界第一萊頓·休伊特與四強擊敗90年代美國名將安德烈·阿加西，但決賽以3-6, 62-7, 3-6敗給美國新秀安迪·羅迪克，不過在美網後，費雷羅首度成為世界第一，在泰國公開賽以世界第一身份參賽，但在決賽以3-6, 65-7直落二盤敗給美國球員泰勒·丹特，在馬德里大師賽以6-3, 6-4, 6-3直落三盤擊敗智利球員尼古拉斯·馬蘇捧起第1座硬地大師賽冠軍，他被胡安·卡洛斯一世國王評選為2003年國家最佳運動員，他的年終排名為世界第3。

### 2004年–2008年
2004年，然而受傷開始困擾費雷羅整個2004年賽季，使他的世界排名造成下滑。儘管在年初澳大利亞網球公開賽首度闖進四強，4-6, 1-6, 4-6敗給最後奪冠的羅傑·費德勒和2004年總決賽荷蘭銀行世界網球錦標賽中以7-61, 5-7, 4-6輸給萊頓·休伊特，水痘使他整個3月份的印第安維爾斯大師賽和邁阿密大師賽，在四月的蒙卡羅也在第一輪出局，他要求再過一個月內休息和休養。5月8日，費雷羅開始練習時，他的肋骨與右手腕受傷，無法以正常狀態尋求法國網球公開賽衛冕。在第二輪敗給俄羅斯伊戈爾·安德烈耶夫，繼續參加剩下的巡迴賽，結果他的世界排名首次在五年內跌落30名外。
2005年，他恢復了健康來開始新的賽季，在蒙地卡羅大師賽以2-6, 5-7敗給阿根廷球員吉列尔莫·科里亚和中國公開賽以4-6, 4-6敗給同胞新秀拉斐爾·納達爾分別闖進四強，在巴塞隆納公開賽再次闖入決賽，但以1-6, 64-7, 3-6敗給拉斐爾·納達爾，也在奧地利公開賽闖入決賽，以2-6, 4-6, 65-7敗給克羅埃西亞球員伊萬·柳比契奇，他的2005年的年終排名為17。

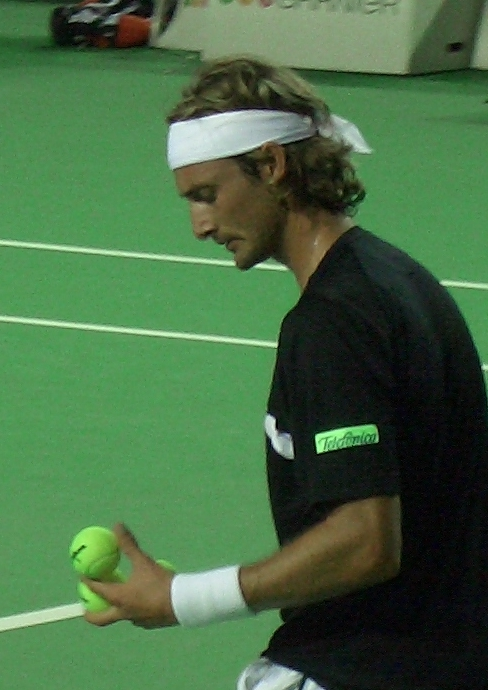
2006澳網胡安·卡洛斯·费雷罗

2006年，費雷羅在此賽季表現平平，只在阿根廷網球賽打進四強以6-3, 63-7, 4-6敗給卡洛斯·莫亞和辛辛那提大師賽闖入決賽。在辛辛那提大師賽中，費雷羅在第二輪擊敗第六種子詹姆斯·布雷克，過了幾天後，在八強以7-62, 7-63直落二盤擊敗二屆法網冠軍兼世界第二冠軍拉斐爾·納達爾，在四強以6-3, 6-4直落二盤擊敗第七種子托米·羅布雷多，但在決賽以3-6, 4-6直落二盤敗給安迪·羅迪克，他的年終排名為23。
2007年，澳大利亞網球公開賽，費雷羅敗給泰國球員达赖·午东措克止步於第二輪，費雷羅闖進巴西公開賽決賽，以64-7, 2-6敗給阿根廷球員吉列爾莫·卡尼亞斯，阿卡普爾科網球賽進入四強，以6-2, 2-6, 3-6遭到逆轉敗給卡洛斯·莫亞，在蒙地卡羅大師賽四強中，以3-6, 4-6直落二盤敗給羅傑·費德勒，在法國網球公開賽，以7-63, 63-7, 2-6, 2-6敗給俄羅斯球員米哈伊爾·尤日尼止步於第三輪，在溫布頓網球錦標賽中，費雷爾首度闖進八強，但仍以7-62, 3-6, 6-1, 6-3敗給四屆冠軍兼世界第一羅傑·費德勒，不過也達成在四大滿貫賽中，全數打入八強的成就，美國網球公開賽，以3-6, 4-6, 4-6直落三盤敗給同胞費利西亞諾·洛佩斯在第一輪出局，之後在維也納公開賽四強中，以5-7, 1-6直落二盤敗給瑞士新秀斯坦尼斯拉斯·瓦夫林卡，他的年終排名為24。
2008年，費雷羅在海尼根公開賽闖入決賽，以64-7, 5-7直落二盤敗給德國球員菲利普·科爾施賴伯，澳大利亞網球公開賽，第三輪以6-1, 6-2, 6-3擊敗阿根廷球員大卫·纳尔班迪安，但在第四輪遭到同胞大衛·費雷爾淘汰出局，澳大利亞網球公開賽後，費雷羅在馬賽公開賽和荷蘭銀行世界賽早早出局，而杜拜公開賽在第一輪則遭到安迪羅迪克以2-6, 4-6淘汰出局，印第安維爾斯大師賽在第四輪復仇成功，隔週邁阿密大師賽，則在第三輪敗給捷克新秀托馬什·貝爾迪赫止步第三輪，四月來到紅土賽季，瓦倫西亞公開賽，遭到老對手馬拉特·薩芬淘汰出局，蒙地卡羅大師賽，在第三輪遭到三屆法網冠軍拉斐爾·納達爾以4-6, 1-6淘汰出局，不過在羅馬大師賽，卻有亮眼的表現，在第一輪以65-7, 6-3, 6-4逆轉擊敗老對手尼古拉斯·基弗，在第二輪則以7-5, 6-1直落二盤令人震驚地擊敗拉斐爾·納達爾，終止了拉斐爾·納達爾在羅馬大師賽的十七連勝，但在第三輪以4-6, 3-6直落二盤敗給斯坦尼斯拉斯·瓦夫林卡，費雷爾參加法國網球公開賽，但在第一輪因7-65, 2-2腿部受傷而退賽，將勝利拱手讓給馬科斯·丹尼爾，溫布頓網球錦標賽，在第二輪因腿筋受傷而退賽，以4-6, 4-6, 1-2 RET敗給德國球員米沙·茲韋列夫，之後三個月費雷羅因為肩傷而沒有參加ATP巡迴賽，而後來參加中國公開賽，在八強敗給最終奪冠的安迪·羅迪克，接下來所參加的維也納網球賽第二輪敗給地主球員于爾根·梅爾策、里昂網球賽八強敗給當屆澳網亞軍若-威尔弗里德·特松加，他的年終排名為55，是他1998年轉入職業以來最低的年終世界排名。

### 2009年
費雷羅一開季參加布里斯本公開賽、海尼根公開賽，但都早早出局，之後澳洲網球公開賽，更是第一輪就遭到淘汰出局，使他的世界排名快速下滑至101，自1998年以來首次跌落百名外，在巴西公開賽，打進八強遭到地主新秀托馬斯·貝魯奇以65-7, 6-1, 3-6淘汰出局，另外阿根廷網球賽也打進八強，但以3-6, 0-3 RET.敗給地主名將大卫·纳尔班迪安。
3月，費雷羅在摩洛哥網球賽奪得2003年以來的ATP單打冠軍，決賽以6-4, 7-5直落二盤擊敗法國球員弗洛朗·塞拉。不過在之後紅土賽季卻沒有很好的表現，蒙地卡羅大師賽、巴塞隆納公開賽、羅馬大師賽、馬德里大師賽和法國網球公開賽均是提早出局。

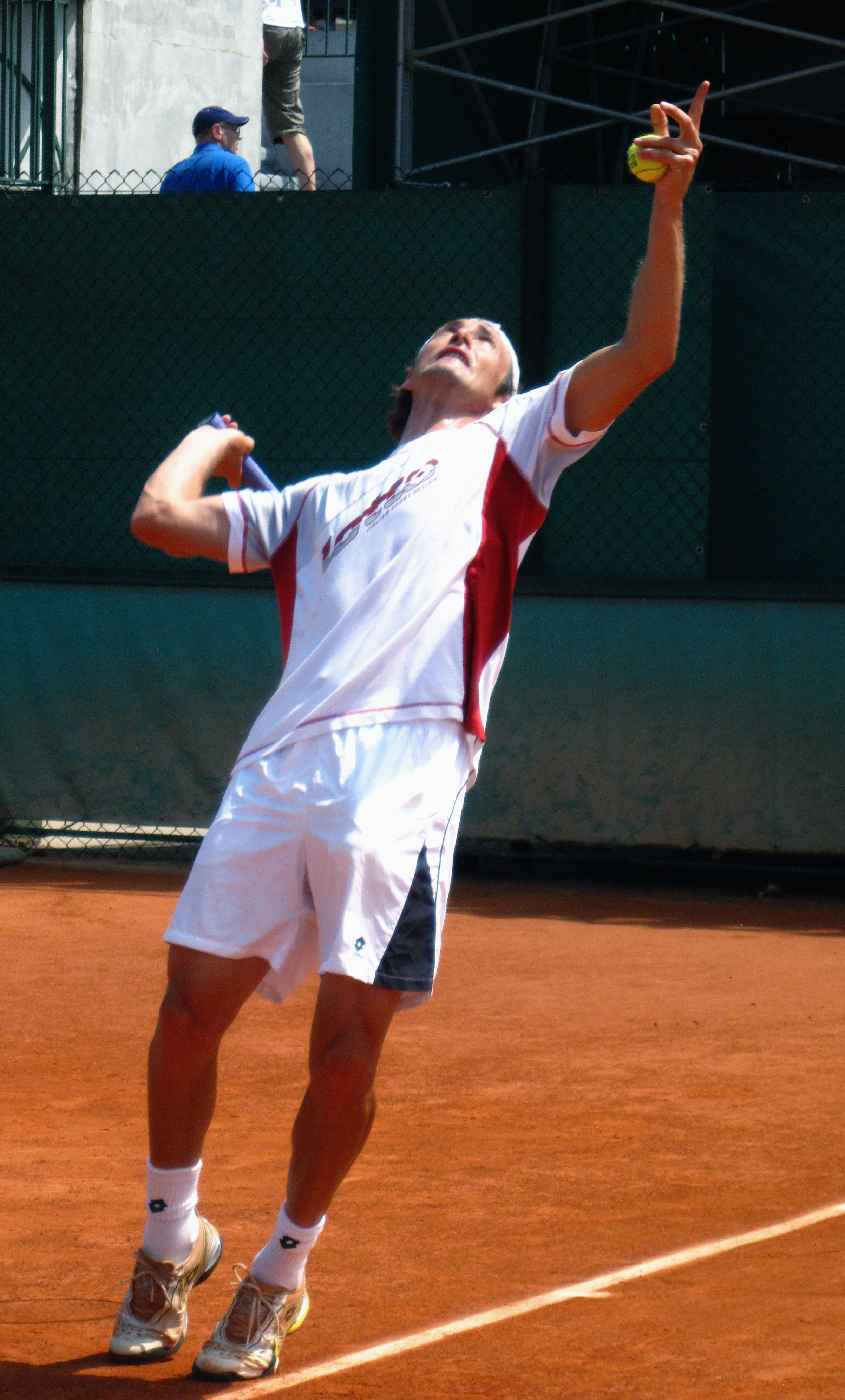
2009年法網胡安·卡洛斯·费雷罗

不過，費雷羅的情況在法國網球公開賽之後卻有好轉，在進入草地賽季後，女王盃首度打進四強，以2-6, 4-6直落二盤敗給地主新秀兼新星安迪·穆雷，接著在溫布頓網球錦標賽再度打進八強，在第三輪以4-6, 7-5, 6-4, 4-6, 6-4激戰五盤耗費三個小擊敗第7種子費爾南多·岡薩雷斯，在第四輪以7-64, 6-3, 6-2直落三盤擊敗法國球員吉爾·西蒙，但仍在八強再次敗給安迪·穆雷，不過以他在草地賽季的表現，使他的世界排名在這一個月內從90回升為37。
另外在克羅埃西亞公開賽紅土賽事，費雷羅也闖進決賽，但以3-6, 0-6但卻遭到俄羅斯好手尼古萊·達維登科橫掃擊敗而屈居亞軍，在美國雷格梅森精英賽中，以5-7, 6-2, 1-6敗給德國老將托米·哈斯止步於第三輪。
8月，費雷羅參加拿大大師賽，在第一輪以6-1, 6-4直落二盤擊敗前世界第一萊頓休伊特，結束對戰紀錄的三連敗，在第二輪以6-3, 7-67擊敗法國球員加埃爾·蒙菲爾斯，但在第三輪以1-6, 3-6直落二盤連續第三度敗給安迪·穆雷，在隔週辛辛那提大師賽，費雷羅在第一輪遭到克羅埃西亞新秀馬林·契利奇以6-3, 6-4淘汰出局。
美國網球公開賽，費雷羅在第一輪以6-4, 6-4, 6-3直落三盤擊敗法國老將法布里斯·桑托羅，第二輪以1-6, 3-6, 6-4, 6-2, 6-4倒趕三盤逆轉擊敗德國球員菲利浦·普茲斯內爾，第三輪以1-6, 6-4, 7-65, 1-0 ret擊敗法國球員吉爾·西蒙，第四輪遭到後來奪冠的阿根廷新秀胡安·馬丁·德爾波特羅以6-3, 6-3, 6-3直落三盤淘汰出局，不過卻也使他的世界排名上升為21，5個月前的世界排名百名之外的115。
美國網球公開賽後的第一場比賽為中國網球公開賽，在第二輪遭到同胞費爾南多·貝爾達斯科以7-5, 6-4淘汰出局，隔週參加上海大師賽，在第一輪以3-6, 0-6遭到捷克老將拉德克·斯泰潘內克以直落二盤橫掃出局。費雷羅在斯德哥爾摩公開賽第一輪遭到2006年澳網亞軍馬科斯·巴格达蒂斯以6-4, 6-2直落二盤淘汰出局，本賽季最後參加的一項賽事瓦倫西亞公開賽，在第一輪遭到巴勃羅·奎瓦斯以2-6, 7-64, 6-3逆轉淘汰出局，儘管他在第二盤5-3領先時有盤末發球局。
此賽季比以往幾年較為理想，還奪得了一座ATP單打冠軍，他的年終排名為23。

### 2010年
費雷羅參加海尼根公開賽作為新賽季的開始，不過因為受傷而退賽。澳洲網球公開賽，在第一輪以6-2, 6-1, 4-6, 1-6, 1-6爆冷敗給會外賽晉級克羅埃西亞球員伊万·多迪格。
澳洲網球公開賽之後以第一種子參加巴西公開賽，在決賽以6-1, 6-0直落二盤懸殊比分擊敗波蘭球員盧卡斯·古博特，而奪得今年第一座冠軍。
隔週費雷羅以第二種子參加阿根廷網球賽，以5-7, 6-4, 6-3擊敗同胞兼頭號種子大衛·費雷爾，奪得今年第二座冠軍。
不過費雷羅在隔週阿卡普爾科網球賽在決賽，以3-6, 6-3, 1-6遭到大衛·費雷爾擊敗，而屈居亞軍。不過大衛·費雷爾認為費雷羅連三週參賽，身體過度疲勞而影響到他的發揮，儘管挑戰連三週冠軍失利，但他的世界排名上升為14。
3月，印地安威爾斯大師賽，第三輪敗給胡安·摩納哥而淘汰出局。
隔週邁阿密大師賽，第四輪遭到若-威爾弗里德·特松加
以6-2, 6-2淘汰出局。
蒙地卡羅大師賽，雖然費雷羅在第三輪擊敗若-威爾弗里德·特松加而晉級八強，不過八強仍被當代紅土之王拉斐爾·納達爾以6-4, 6-2橫掃出局。

## 技術分析
在他的最初期間，雖然费雷罗為最佳的红土球场球員之一，但他在硬地球場比賽的堅強表現，已為他區別自己作為全面性和多元性打法的球員。實際上他在接受采访时他說較偏好硬地球場。網球专家同意费雷罗從红土球场以底線防禦為主的打法，在硬地球場也有所表現，是由於他加強了侵略性打法有關。他也屬於其中之一的最佳正拍球員。

## 大滿貫

### 男單冠軍（1）
| 年份 | 比賽 | 場地 | 決賽對手 | 對手國籍 | 勝方比分      |
| ---- | ---- | ---- | -------- | -------- | ------------- |
| 2003 | 法網 |      | 佛寇克   | 荷蘭     | 6-1, 6-3, 6-2 |

### 男單亞軍（2）
| 年份 | 比賽 | 場地 | 決賽對手 | 對手國籍 | 勝方比分           |
| ---- | ---- | ---- | -------- | -------- | ------------------ |
| 2002 | 法網 |      |          | 西班牙   | 6-1, 6-0, 4-6, 6-3 |
| 2003 | 美网 | 硬地 | 罗迪克   | 美國     | 6-3, 7-62, 6-3     |

## 8週ATP單打世界排名第一
| 球王任期                     | 前任球王 | 繼任球王 | 連續週數 | 累積週數 |
| ---------------------------- | -------- | -------- | -------- | -------- |
| 2003年9月8日 - 2003年11月2日 |          | 羅迪克   | 7週      | 8週      |

## 执教生涯
2017年7月，费雷罗开始担任当时世界排名第11的亚历山大·兹维列夫的网球教练，他们于2018年2月结束合作。
2019年，费雷罗开始执教16岁的西班牙小将卡洛斯·阿尔卡拉斯。截至2022年9月，他们的合作已经在ATP巡回赛上赢得了六项冠军，包括一个大满贯冠军——2022年美国公开赛和两个大师赛冠军（迈阿密和马德里）。他们的主要训练基地在西班牙南部阿利坎特的胡安卡洛斯费雷罗网球学院。12月被评为ATP年度最佳教练。

## 外部連結
- 官方网站 （英文） （西班牙文）
- 胡安·卡洛斯·费雷罗（英文/西班牙文）的官方資料
- 胡安·卡洛斯·费雷罗的國際網球總會 職業／青少年 官方資料（英文）
- 胡安·卡洛斯·费雷罗的官方資料（英文）
- 胡安·卡洛斯·费雷罗的Facebook專頁
- 胡安·卡洛斯·费雷罗的X（前Twitter）
- 胡安·卡洛斯·费雷罗的新浪微博
- 费雷罗球迷会的新浪微博